# In Color
«In Color» — песня американского кантри-певца Джейми Джонсона, вышедшая в качестве 1-го сингла с его второго студийного альбома That Lonesome Song (2008). Авторами песни выступили Джейми Джонсон, Ли Томас Миллер и Джеймс Отто.
Песня получила награду Ассоциации кантри-музыки CMA Awards в престижной категории «Лучшая песня года» (Song of the Year) и две номинации на премию Грэмми в категориях Лучшая кантри-песня и Лучшее мужское исполнение кантри с вокалом.

## История
Сингл вышел 31 марта 2008 года на студии Mercury Nashville и получил положительные отзывы музыкальной критики и интернет изданий.
Песня получила несколько номинаций и наград, включая награды от профессиональных организаций жанра кантри и 2 номинации на Грэмми в категориях Лучшая кантри-песня и Лучшее мужское исполнение кантри с вокалом.

## Награды и номинации
Источник:
| Награда    | Категория                                  | Результат |
| ---------- | ------------------------------------------ | --------- |
| CMA Awards | Песня года (Song of the Year)              | Победа    |
| ACM Awards | Песня года (Song of the Year)              | Победа    |
| Грэмми     | Лучшее мужское исполнение кантри с вокалом | Номинация |
| Грэмми     | Лучшая кантри-песня                        | Номинация |

## Чарты

### Еженедельные чарты
| Чарт (2008-09)                    | Высшая позиция |
| --------------------------------- | -------------- |
| США (Billboard Hot Country Songs) | 9              |
| США (Billboard Hot 100)           | 52             |

### Итоговые годовые чарты
| Чарт (2008)                  | Позиция |
| ---------------------------- | ------- |
| US Country Songs (Billboard) | 57      |